# Земес-мате
Земес-мате (латыш. Zemes māte «мать земли») — богиня земли в латышской мифологии. Аналогией ей выступает литовская богиня земли Жемина (лит. Žemyna).
Этнограф П. П. Шмидт считал Земес-мате одной из главнейших латышских богинь, которая в паре с Диевасом составляла типичную индоевропейскую пару матери-земли и отца-неба. Считалось, что всё рождённое землёй туда и возвратится, поэтому Земес-мате принимала мёртвых, разделяя обязанности с повелительницей мира мёртвых Велю мате:
Укачай меня, маменька.

Нет больше моченьки.

Успокоит меня Мать-земля

Под зелёной травушкой.
В ряде текстов указывается, что богиня земли вместе с богиней судьбы Лаймой определяет дату рождения человека. К земле часто обращались в заговорах, в частности, от укуса змей.
Матфей Преторий описал ритуал žemyneliauti, справляемый на свадьбах, после сбора урожая или во время весеннего праздника, перед выездом пахаря в поле и выгоном скота. Окропив почву со словами «Дорогая Земля, ты даёшь мне, и я даю тебе», глава дома выпивал кружку пива и клал в борозду хлеб. На рубеже XVIII—XIX веков Август Вильгельм Хупель отмечал, что богине земли в отведённых местах приносили в жертву молоко, масло, шерсть, деньги, а 23 апреля — чёрного петуха.

## В других культурах
- Мать — Сыра Земля в славянской мифологии
- Жемина — богиня земли в литовской мифологии
- Жива — западнославянская богиня жизни и плодородия в земле полабов